# مات ريتشاردز
مات ريتشاردز (بالإنجليزية: Matt Richards)‏ (26 ديسمبر 1984 بهارلو في المملكة المتحدة - ) هو لاعب كرة قدم بريطاني في مركز الوسط. شارك مع منتخب إنجلترا تحت 16 سنة لكرة القدم ومنتخب إنجلترا تحت 17 سنة لكرة القدم ومنتخب إنجلترا تحت 18 سنة لكرة القدم ومنتخب إنجلترا تحت 21 سنة لكرة القدم. أما مع النوادي، فقد لعب مع إيبسويتش تاون وبرايتون أند هوف ألبيون وشروزبري تاون ونادي والسول ونادي تشيلتنهام تاون لكرة القدم وداغنهام وريدبريدج.

## وصلات خارجية
- مات ريتشاردز على موقع قاعدة بيانات كرة القدم.إي يو (الإنجليزية)
- مات ريتشاردز على موقع Soccerbase.com (لاعب) (الإنجليزية)